# Avkragning
Avkragning, även "avkappning" (engelska: defrocking), är ett informellt uttryck för att en präst avsätts och förlorar rätten att utöva sitt prästämbete.
När präster i äldre tider avsattes från prästämbetet genom beslut av domkapitlet tillgick detta tidigare så att de skulle inställa sig till ett domkapitelssammanträde, klädda i prästdräkt för förhör, varvid efter avsättningsdomen prästkappan, prästkragen och prästelvan togs av dem såsom det yttre uttrycket för att de nu upphört att inneha kyrkans prästämbete. En kvarleva av detta bruk är det nutida informella uttrycket "avkragning" som synonym till "avsättning". Förr kallades det att förlora "kappa och krage".
Begreppet används även inom romersk-katolska kyrkan.